# 231 a.C.
Il 231 a.C. (CCXXXI a.C. in numeri romani) è un anno  del III secolo a.C.

## Eventi
- Ad Ashoka, sul trono dei Maurya succede il nipote Dasaratha.
- I Romani inviano a Massilia (Marsiglia) delegati perché avviino negoziati con il cartaginese Amilcare.
- Sul trono dell'Illiria la Regina Teuta succede al marito Agrone. (anno incerto)

## Nati
- Geronimo di Siracusa, siceliota († 214 a.C.)